# Michael Mair (Skirennläufer)
Michael („Much“) Mair (* 13. Februar 1962 in Bruneck) ist ein ehemaliger italienischer Skirennläufer. Der Südtiroler errang insgesamt drei Weltcupsiege.

## Biografie
Mair war in den 1980er Jahren einer der besten Abfahrer Italiens, auch im damals neuen Super-G und in der Kombination feierte er Erfolge. Sein erstes Top-Ten-Ergebnis im Skiweltcup erzielte er mit dem zehnten Platz in der Abfahrt von Crans-Montana am 21. Dezember 1981. Bei den Weltmeisterschaften 1982 in Schladming fuhr er in der Abfahrt auf Platz zehn.
Im zweiten Super-G der Weltcupgeschichte feierte Mair am 22. Dezember 1982 bei den 3-Tre-Rennen in Madonna di Campiglio seinen ersten Sieg. Bei den Olympischen Spielen 1984 in Sarajevo kam er auf den 15. Abfahrtsrang, ein Jahr später erreichte er bei den Weltmeisterschaften 1985 in Bormio Platz 12.
Seinen zweiten Weltcupsieg feierte der Südtiroler am 7. Dezember 1985 in der Abfahrt von Val-d’Isère. Drei weitere Podestplätze verhalfen ihm in der Saison 1985/86 zum dritten Platz in der Abfahrtswertung. 1986/87 erreichte er mit insgesamt vier Podestplätzen den 5. Platz in der Abfahrtswertung. Am 23. Jänner 1988 feierte er in der Abfahrt von Leukerbad seinen dritten Weltcupsieg und belegte hinter dem Schweizer Pirmin Zurbriggen den zweiten Platz im Abfahrtsklassement. Bei den Olympischen Winterspielen 1988 in Calgary ging er in der Abfahrt an den Start, konnte das Rennen aber nicht beenden. Im November 1989 zog er sich beim Abfahrtstraining auf der Saslong in Gröden einen Kreuzbandriss zu, danach konnte er nicht mehr an seine früheren Erfolge anknüpfen.
Sein letztes Weltcuprennen fuhr Mair am 18. Jänner 1992. Insgesamt gewann er drei Weltcuprennen und fuhr 16-mal auf das Podium. Von 1983 bis 1987 gewann er vier italienische Meistertitel. Nachdem Mair seine aktive Karriere als Rennläufer beendet hatte, wurde er Cheftrainer der italienischen Damen-Skinationalmannschaft.

## Erfolge

### Olympische Winterspiele
- Sarajevo 1984: 15. Abfahrt

### Weltmeisterschaften
- Schladming 1982: 10. Abfahrt
- Bormio 1985: 12. Abfahrt

### Weltcup
- Saison 1985/86: 3. Abfahrtswertung
- Saison 1986/87: 5. Abfahrtswertung
- Saison 1987/88: 2. Abfahrtswertung
- Insgesamt 16 Podestplätze, davon 3 Siege:

| Datum             | Ort                  | Land       | Disziplin |
| ----------------- | -------------------- | ---------- | --------- |
| 22. Dezember 1982 | Madonna di Campiglio | Italien    | Super-G   |
| 7. Dezember 1985  | Val-d’Isère          | Frankreich | Abfahrt   |
| 23. Jänner 1988   | Leukerbad            | Schweiz    | Abfahrt   |

### Italienische Meisterschaften
Mair wurde viermal italienischer Meister:
- Abfahrt: 1983, 1986, 1987
- Kombination: 1986